# Power in the Darkness
Power in the Darkness är ett musikalbum av Tom Robinson Band utgivet 1978.

## Låtlista
Samtliga låtar skrivna av Tom Robinson, om annat inte anges.
1. "Up Against the Wall" (Roy Butterfield/Tom Robinson) - 3:32
2. "Grey Cortina" - 2:08
3. "Too Good to Be True" (Tom Robinson/Dolphin Taylor) - 3:32
4. "Ain't Gonna Take It" (Danny Kustow/Tom Robinson) - 2:52
5. "Long Hot Summer" - 4:42
6. "The Winter of '79" (Mark Ambler/Danny Kustow/Tom Robinson/Dolphin Taylor) - 4:29
7. "Man You Never Saw" (Mark Ambler/Tom Robinson) - 2:37
8. "Better Decide Which Side You're On" - 2:48
9. "You Gotta Survive" (Mark Ambler/Tom Robinson) - 3:12
10. "Power in the Darkness" (Mark Ambler/Tom Robinson) - 4:53

Bonusspår
1. "Don't Take No for an Answer" - 4:33
2. "Martin" - 2:59
3. "Glad to Be Gay" - 4:57
4. "Right on Sister" (Dolphin Taylor/Tom Robinson) - 3:21
5. "2-4-6-8 Motorway" - 3:20
6. "I Shall Be Released" (Bob Dylan) - 4:12
7. "I'm Alright Jack" - 2:28
8. "Waiting for My Man" (Lou Reed) - 4:26 (live)
9. "Power in the Darkness" (Mark Ambler/Tom Robinson) - 3:25 (2004 remix)